# Ser szopski

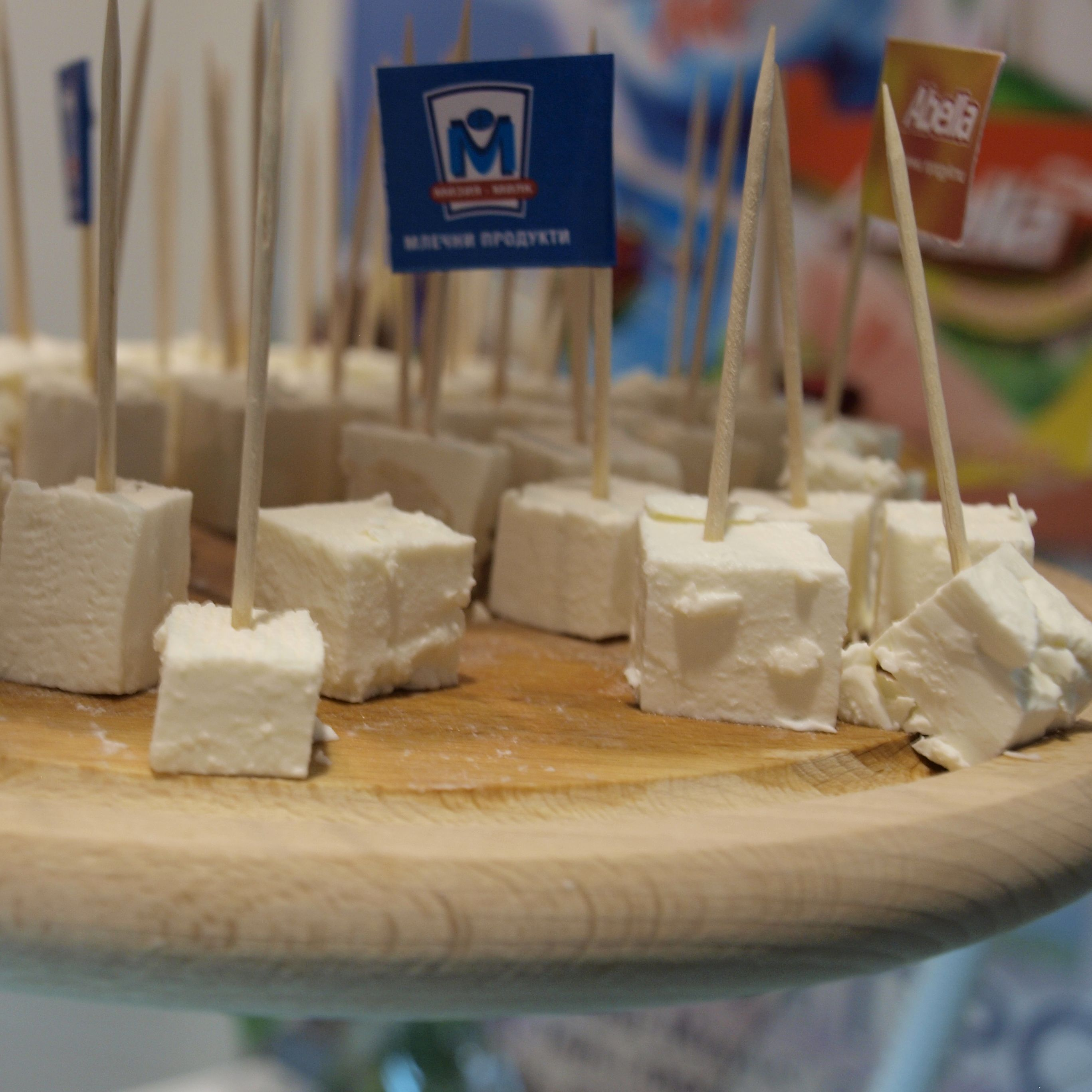
Ser szopski

Ser szopski, solan (bułg. бяло саламурено сирене, dosł. biały solony ser) – bułgarski solankowy biały ser owczy lub krowi zbliżony do fety. Jeden ze składników dań, m.in. sałatki szopskiej.